# Авксентий
Авксе́нтий (др.-греч. Αὐξέντιος) — мужское русское личное имя греческого происхождения; восходит к др.-греч. αὐξάνω — «расти». Как личное имя, возможно, возникло из эпитета древнегреческой богини Персефоны — Авксесия (Αὐξησίη; буквально — «приумножительница»). Авксесия также — местнопочитаемое божество в древнегреческой мифологии.
Разговорная форма — Аксён, Аксентий, Оксён. Просторечная форма — Акентий. Производные формы к имени Авксентий: Авксентьюшка, Авксюта, Авксюша, Ксюта, Ксюша, Ксеня (Ксена), Сеня; к имени Аксён: Аксёнка, Ксёна; к имени Аксентий Аксентьюшка, Акся, Аксюта, Аксюша.
Производные от имени мужские отчества — Авксентиевич и Авксентьевич, производные женские отчества — Авксентиевна и Авксентьевна.
Аналоги в других языках: белорусское имя Аўксенцій, греческое Αυξέντιος, польское Auksenty и украинское Авксентій.
Православные именины:
- 27 февраля (Авксентий Вифинский)
- 7 февраля[5][6] — Собор новомучеников и исповедников Церкви Русской, 10 мая, 20 июня — Собор святых Ивановской митрополии (Авксентий (Калашников))
- 1 мая (Авксентий Халкидский)
- 25 июня, 3-е воскресение по Пятидесятнице — Собор Вологодских святых (Авксентий Вологодский)
- 3-е воскресение по Пятидесятнице — Собор Новгородских святых, 22 августа — Собор Соловецких святых, 28 декабря — Собор Кольских святых (Авксентий Кашкаранский)
- 26 декабря (Авксентий Севастийский)